# Calbodus pallidulus
Calbodus pallidulus är en insektsart som beskrevs av Maximilian Spinola 1852. Calbodus pallidulus ingår i släktet Calbodus och familjen sporrstritar. Inga underarter finns listade i Catalogue of Life.